# ستيف فيتزهاغ
ستيف فيتزهاغ (بالإنجليزية: Steve Fitzhugh)‏ هو لاعب كرة قدم أمريكية أمريكي، ولد في 28 يناير 1963.

## وصلات خارجية
- ستيف فيتزهاغ على موقع مرجع كرة القدم المحترفة.كوم (الإنجليزية)